# Vincent Purkart
Vincent Purkart est un joueur de tennis de table français né le 25 juin 1936 à Montargis et mort le 11 novembre 2015 à Paris. 

## Biographie
En 1946, il adhère  à l’Élan d'Arcueil, un patronage qui lui permet de s'essayer au basket-ball avant de découvrir le tennis de table. Il est sélectionné pour les Jeux de la Fédération internationale catholique d'éducation physique et sportive (FICEP) en 1955. Il atteint au moins la finale du championnat de France sans interruption entre 1963 et 1970, ce qui représente une longévité exceptionnelle à ce niveau.
Il siège pendant 12 années au comité directeur de la Fédération française de tennis de table (FFTT), où il est responsable de la promotion, des relations publiques et des médias.
Il met un terme à sa carrière sportive individuelle en 1973 mais il continue à participer aux championnats par équipe pendant une dizaine d'années. Il a été président d'honneur du club de l'US Kremlin-Bicêtre.
Il meurt le 11 novembre 2015 à Paris.

## Palmarès
Vincent Purkart est :
- deux fois champion de France de tennis de table en simple messieurs en 1964 et 1965 ;
- cinq fois finaliste en 1963, 1966, 1967, 1968, 1970 ;
- champion de France de double messieurs en 1962, 1964, 1965 et 1969. Il remporte le titre en double mixte en 1977 avec Claude Bergeret ;
- sélectionné cent onze fois en équipe de France de tennis de table lors de sorties internationales.

Il remporte à deux reprises les internationaux du Luxembourg en 1962 et 1963. Il remporte en double les internationaux de Nouvelle-Zélande en 1975. 
Il remporte ses onze titres de champion de France de première division par équipes avec l'US Kremlin-Bicêtre où il a fait toute sa carrière et où il a continué longtemps à jouer.
Il est l'un des joueurs de tennis de table français les plus célèbres avec Jacques Secrétin et Jean-Philippe Gatien.

## Le «Show Secrétin-Purkart»
Il est notamment connu mondialement pour son spectacle humoristique avec Jacques Secrétin, le Show Secrétin-Purkart, dont il est le créateur : plus de 3 500 représentations à travers le monde et sur les cinq continents plus de nombreux passages télévisés (TF1, France, France 3, Canal +, Eurosport, etc.) jusqu'en 2006. En 2007, il participe à la production d'un DVD retraçant les meilleurs moments de cette épopée.
Il est aussi le créateur du tournoi des gentlemen avec de nombreuses personnalités du cinéma, de la chanson, de la télévision, du sport, etc.

## Hommages
Quatre équipements sportifs portent le nom de Vincent Purkart :
- la salle Vincent Purkart pour la pratique de la gymnastique à Médis[5] ;
- la salle polyvalente Vincent Purkart à Noiseau[6] ;
- le cosec Élisabeth et Vincent Purkart au Kremlin-Bicêtre[7] ;
- le centre d'hébergement et de loisirs Vincent Purkart et Jacques Secrétin à Saint-Brevin-les-Pins[8].